# Oberdorff
 Oberdorff  es una población y comuna francesa, en la región de Lorena, departamento de Mosela, en el distrito de Boulay-Moselle y cantón de Bouzonville.

## Demografía
| 285 | 314 | 302 | 306 | 314 | 372 |
| Para los censos de 1962 a 1999 la población legal corresponde a la población sin duplicidades (Fuente: INSEE [Consultar]) |     |     |     |     |     |